# Первая лига Польши по футболу
Первая лига Польши по футболу (пол. I liga polska w piłce nożnej) — второй по уровню после Экстракласса футбольный дивизион Польши. Победитель и вице-чемпион выходит в «Экстракласа». Три худших команды выбывают во Вторую лигу. До 2008 года называлась «Второй лигой».
В чемпионате принимают участие 18 команд. В сезоне 2009/2010 титульным спонсором лиги была шведская букмекерская компания Unibet, однако, в связи с изменениями польского законодательства, связь лиги с этой компанией была прекращена.

## Победители
- 1949 : Гурник (Радлин)
- 1950 : Полония (Бытом)
- 1951 : Лехия
- 1952 : Гвардия, Одра (Ополе)
- 1953 : Полония (Быдгощ)
- 1954 : Заглембе
- 1955 : Одра
- 1956 : Полония (Бытом)
- 1957 : Полония (Быдгощ), Краковия
- 1958 : Погонь, Гурник (Радлин)
- 1959 : Одра, Заглембе
- 1960 : Лех, Сталь (Мелец)
- 1961 : Гвардия
- 1962 : Сталь (Жешув), Погонь
- 1963 : Шомберки
- 1964 : Слёнск
- 1965 : Висла
- 1966 : Краковия
- 1967 : Гвардия
- 1968 : Заглембе (Валбжих)
- 1969 : Гвардия
- 1970 : Рыбник
- 1971 : Одра
- 1972 : Рыбник
- 1973 : Шомберки
- 1974 : Арка,Тыхы
- 1975 : Видзев, Сталь (Жешув)
- 1976 : Арка, Одра
- 1977 : Завиша, Полония (Бытом)
- 1978 : Гвардия, Катовице
- 1979 : Завиша, Гурник (Забже)
- 1980 : Балтык, Мотор
- 1981 : Погонь, Гвардия
- 1982 : Катовице, Краковия
- 1983 : Гурник (Валбжих), Мотор
- 1984 : Лехия, Радомяк
- 1985 : Заглембе (Любин), Сталь (Мелец)
- 1986 : Лехия, Полония (Бытом)
- 1987 : Шомберки, Ягеллония
- 1988 : Рух, Сталь (Мелец)
- 1989 : Заглембе (Любин), Заглембе (Сосновец)
- 1990 : Хутник
- 1991 : Сталь (Сталёва-Воля)
- 1992 : Погонь, Сярка
- 1993 : Варта, Полония
- 1994 : Ракув, Стомил
- 1995 : Слёнск, Белхатув
- 1996 : Одра, Полония (Варшава)
- 1997 : Дискоболия, Висла (Плоцк)
- 1998 : Рух (Радзёнкув), Белхатув
- 1999 : Дискоболия, Висла (Плоцк)
- 2000 : Слёнск
- 2001 : Радомско
- 2002 : Лех
- 2003 : Гурник (Польковице)
- 2004 : Погонь
- 2005 : Корона
- 2006 : Видзев
- 2007 : Рух
- 2008 : Лехия
- 2009 : Видзев
- 2010 : Видзев
- 2011 : ЛКС (Лодзь)
- 2012 : Пяст
- 2013 : Завиша
- 2014 : Белхатув
- 2015 : Заглембе (Любин)
- 2016 : Арка (Гдыня)
- 2017 : Сандецья (Новы Сонч)
- 2018 : Медзь (Легница)
- 2019 : Ракув
- 2020 : Сталь (Мелец)
- 2021 : Радомяк (Радом)
- 2022 : Медзь (Легница)
- 2023 : ЛКС (Лодзь)
- 2024 : Лехия